# Schubert Ernő (atléta)
Schubert Ernő (Budapest, 1881. június 4. – 1931. február 10.) magyar atléta, rövidtávfutó, nemzeti labdarúgó-játékvezető.

## Sportegyesülete
A Magyar Úszó Egylet (MÚE) atlétájaként éveken keresztül az élvonalban szerepelt. 1904-1908 között vizsga nélküli a MÚE labdarúgócsapat játékvezetőjeként tevékenykedett az NB I, valamint egyéb bajnokságokban.

### Olimpiai játékok
Franciaországban, Párizsban rendezték az 1900. évi nyári olimpiai játékok atlétikai versenyeit, ahol több versenyszámban is indult. A 100 m, a 200 m, valamint a 60 m síkfutásban az előfutamokban kiesett. Távolugrásban a 7. helyen végzett.
| Helyezés | Sportág  | Versenyszám    | Eredmény   |
| -------- | -------- | -------------- | ---------- |
| 7-8.     | atlétika | 200 m síkfutás | nincs adat |
| 7-10.    | atlétika | 60 m síkfutás  | nincs adat |
| 7.       | atlétika | távolugrás     | 6,15 m     |
| 13-18.   | atlétika | 100 m síkfutás | nincs adat |

### Nemzeti játékvezetés
Az MLSZ tanácsa határozata alapján hivatalos mérkőzéseket csak az vezethet, aki az illetékes bírótestület előtt elméleti és gyakorlati vizsgát tett. Játékvezetésből az első között, 1901-ben Budapesten az MLSZ Bíróvizsgáló Bizottság (BB) előtti MÚE bírójelöltként elméleti és gyakorlati vizsgát tett. Az MLSZ által üzemeltetett bajnokságokban tevékenykedett. AZ MLSZ BB javaslatára NB II-es, 1903-tól NB I-es bíró. Küldési gyakorlat szerint rendszeres partbírói szolgálatot is végzett. 1904–1908 között a futballbíráskodás második generációjának legjobb játékvezetői között tartják nyilván. NB I-es mérkőzéseinek száma: 15.
| Időpont            | Helyszín                      | Mérkőzés típusa          | Mérkőzés            | Eredmény | Nézők száma |
| ------------------ | ----------------------------- | ------------------------ | ------------------- | -------- | ----------- |
| 1903. március 15.  | Margitszigeti pálya, Budapest | első NB I-es mérkőzése   | MAC–Ferencvárosi TC | 0 – 6    | Zárt kapus  |
| 1905. november 26. | Millenáris pálya, Budapest    | utolsó NB I-es mérkőzése | MTK–Ferencvárosi TC | 0 – 0    | Zárt kapus  |

## Külső hivatkozások
- Schubert Ernő. kerszoft.hu. (Hozzáférés: 2015. augusztus 29.)
- Schubert Ernő. zsimi.hu. [2013. június 15-i dátummal az eredetiből archiválva]. (Hozzáférés: 2015. augusztus 29.)
- Schubert Ernő. arakatletika.hu. [2016. március 4-i dátummal az eredetiből archiválva]. (Hozzáférés: 2015. augusztus 29.)
- Schubert Ernő. arakatletika.hu. (Hozzáférés: 2015. augusztus 29.)[halott link]
- Schubert Ernő. focibiro.hu. [2016. május 2-i dátummal az eredetiből archiválva]. (Hozzáférés: 2015. augusztus 29.)
- Schubert Ernő. nela.hu. (Hozzáférés: 2015. október 2.)
- Schubert Ernő. hungaricana.hu. (Hozzáférés: 2016. május 15.)